# University of Wisconsin-Madison

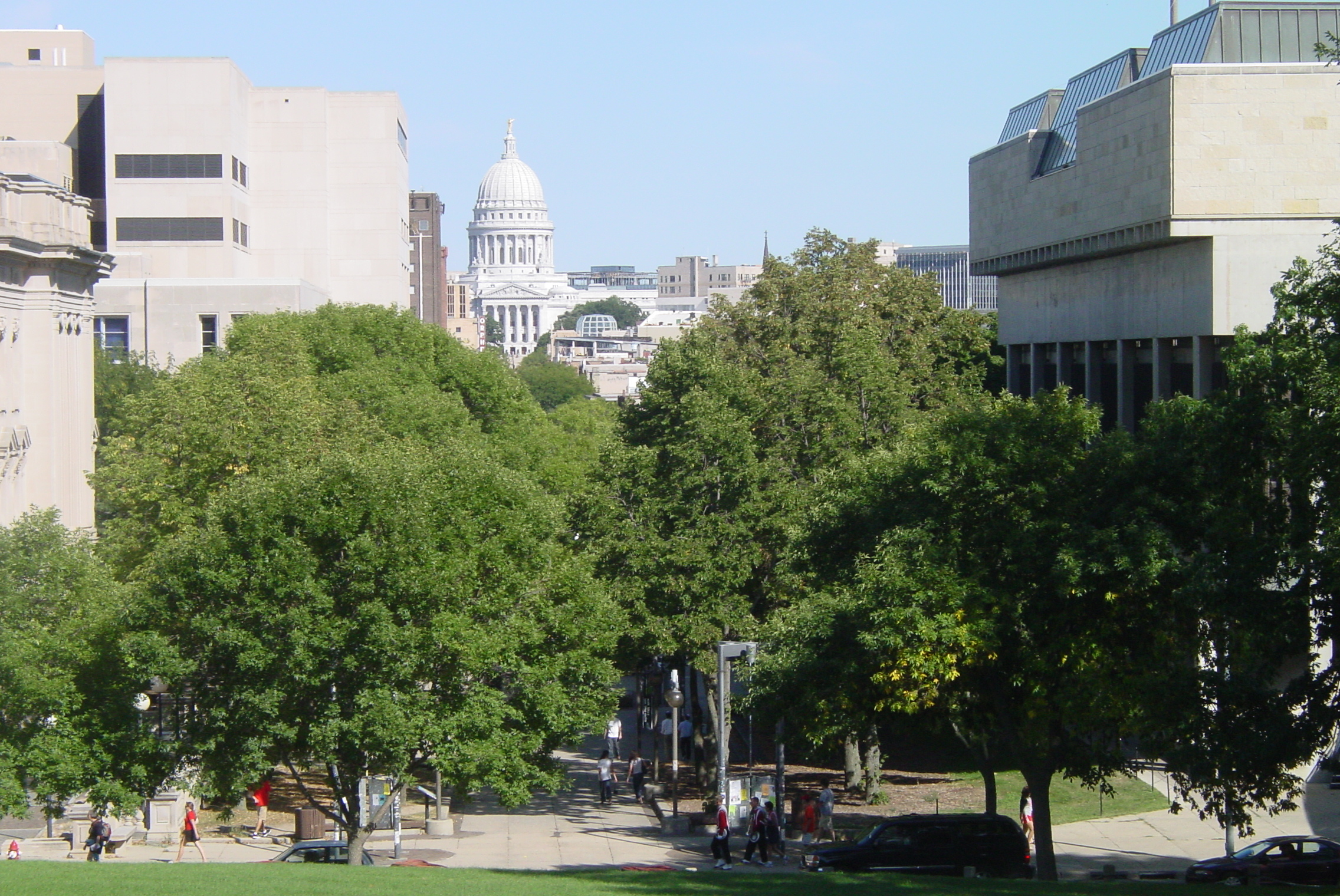
Widok na Wisconsin State Capitol z Bascom Hill. Po prawej stronie widoczny State Historical Society po lewej Memorial Library

University of Wisconsin-Madison – amerykański uniwersytet publiczny z siedzibą w Madison w stanie Wisconsin. Został założony w 1848 i jest największym uniwersytetem w stanie. Uczęszcza na niego ogółem 41 000 studentów, z czego około 29 000 stanowią studenci studiów licencjackich. Od 1936 r. uniwersytet oferuje program nauczania języka polskiego, literatury i kultury polskiej, który jest najstarszym tego typu programem w USA.
Od 1848 do 1956 r. uniwersytet był częścią zespołu szkolnictwa wyższego w Wisconsin, w którego skład wchodziło miasteczko uniwersyteckie Madison, dziesięć wydziałów dla studentów pierwszego i drugiego roku University of Wisconsin Colleges oraz University of Wisconsin-Extension. W latach 1956–1971 uczelnia była częścią Uniwersytetu Wisconsin. W 1971 r. stała się niezależną częścią zespołowego Uniwersytetu Wisconsin.
Instytucja oferuje szeroki zakres studiów nauk liberalnych, profesjonalne programy i działalności studencką. Szkoła często jest określana jako „publiczny Ivy” i w 2007 r. czasopismo US News and World Report umieściło ją na siódmym miejscu wśród najlepszych uniwersytetów w Stanach Zjednoczonych. Uczelnia ma kilka specyficznych programów, które są zaliczane do najlepszych programów w USA, np. socjologia, edukacja.
Zespoły sportowe uniwersytetu występują w NCAA Division I i tradycyjnie nazywane są Badgers (Borsuki). Wszystkie drużyny uniwersyteckie występują w Lidze Wielkiej Dziesiątki (Big Ten Conference) z wyjątkiem drużyny hokejowej, która rywalizuje w Western Collegiate Hockey Association. Drużyna futbolu amerykańskiego uniwersytetu w latach 1994, 1999 i 2000 wygrała prestiżowy mecz turniejowy Rose Bowl. Zespół koszykarzy zdobył mistrzowski tytuł w NCAA National Championship w roku 1941, a w 2000 osiągnął szczebel półfinału w rozgrywkach mistrzowskich kraju, tzw. Final Four.
Drużyny męskie i żeńskie w hokeja na lodzie w 2006 zdobyły mistrzowski tytuł w krajowych rozgrywkach Western Collegiate Hockey Association.

## Historia
Historia Uniwersytetu rozpoczęła się, gdy stan Wisconsin został oficjalnie wcielony do Unii w 1848 r. W artykule X, sekcja B Konstytucji Wisconsin znajduje się zapis utworzenia stanowego uniwersytetu. 26 lipca 1848 roku Nelson Dewey, pierwszy gubernator Wisconsin, podpisał akt, w którym formalnie zatwierdza założenie Uniwersytetu Wisconsin. Na spotkaniu stanowej Rady Regentów, które odbyło się 7 października w pokoju bibliotecznym na Kapitolu, zatrudniono pierwszego profesora (matematyki) uczelni Johna W. Sterlinga, który za rok nauczania miał otrzymać 500 dolarów.
Pierwsza klasa złożona z 17 studentów powstała w Madison Female Academy 5 lutego 1849. Wkrótce regenci ustalili miejsce, gdzie miało powstać miasteczko uniwersyteckie. Obszar ten obejmował 50 akrów pomiędzy jeziorem Fourth od północy, ulicą King Street (obecnie State Street) od strony wschodniej, Mineral Point Road (University Avenue) od strony południowej i drogą prowadzącą do jeziora, od strony zachodniej. Główny budynek został zaprojektowany na wzór kapitolu, z trzema piętrami zwieńczonymi kopułą, w której znajdowało się obserwatorium astronomiczne. Budynek oraz University Hall, znany teraz jako Bascom Hall w 1859 został rozbudowany. Późniejszy pożar budynku zniszczył kopułę, która nigdy nie została odbudowana. Budynek North Hall, wzniesiony w 1851, był pierwszym budynkiem miasteczka uniwersyteckiego. Pod koniec 1854 Levi Booth i Charles T. Wakeley zostali pierwszymi absolwentami uniwersytetu.
Dzięki rozwojowi programu nauczania w uczelni, w roku 1892, mury uniwersytetu opuścił pierwszy student z tytułem doktora (Ph.D.), Charles R. Van Hise, późniejszy prezydent uczelni.
W skład zespołu University of Wisconsin Colleges wchodzą instytucje:
- University of Wisconsin–Baraboo/Sauk County
- University of Wisconsin–Barron County
- University of Wisconsin–Fond du Lac
- University of Wisconsin–Fox Valley
- University of Wisconsin–Manitowoc
- University of Wisconsin–Marathon County
- University of Wisconsin–Marinette
- University of Wisconsin–Marshfield/Wood County
- University of Wisconsin–Richland
- University of Wisconsin–Rock County
- University of Wisconsin–Sheboygan
- University of Wisconsin–Washington County
- University of Wisconsin–Waukesha
- University of Wisconsin–Whitewater

### Pomysł Wisconsin
Studenci, wydziały i kadra pedagogiczna kierują się ideą zwaną „pomysłem Wisconsin”, powstałą w 1904 i sformułowaną przez ówczesnego prezydenta uniwersytetu Charlesa Van Hise. Jego idea głosiła, iż uczelnia ma mieć wpływ na życie w całym stanie, a badania przeprowadzane na uniwersytecie powinny służyć w rozwiązywaniu problemów codziennych, poprawie warunków zdrowotnych, środowiska i rolnictwa wszystkim mieszkańcom Wisconsin. Dewiza ta pomaga uniwersytetowi w kontaktach pomiędzy wydziałami i studentami a przemysłem i rządem stanowym.

### Aktywność studencka
W latach 1966–1970 uniwersytetem wstrząsnęły fale protestów studentów przeciwko wojnie w Wietnamie. Do stłumienia niepokojów użyto siły. Pierwsza większa demonstracja protestowała przeciw obecności w miasteczku uniwersyteckim przedsiębiorstwa chemicznego Dow Chemical Company, które produkowało w swoich zakładach napalm, wykorzystywany w wojnie w Wietnamie.
Władze użyły wówczas siły, by stłumić manifestacje. Walka studentów została udokumentowana w filmie dokumentalnym PBS Two Days in October oraz w książce They Marched Into Sunlight. Wśród rannych studentów znalazł się późniejszy burmistrz Madison, Paul Soglin.
Innym celem protestów był Army Mathematics Research Center (AMRC), ulokowany w miasteczku uniwersyteckim w budynku fizyki Sterling Hall. Dyrektor Barkley Rosser publicznie próbował pomniejszyć znaczenie centrum, twierdząc, iż jego obecność uzasadniona jest badaniami matematycznymi. Jednakże studencka gazeta The Daily Cardinal dotarła do kwartalnego sprawozdania, które stwierdzało, że AMRC jest podporządkowane armii USA. Czasopismo opublikowało serię artykułów dochodzeniowych odkrywając, że AMRC prowadzi badania na zlecenie Amerykańskiego Departamentu Obrony (US Department of Defense) i że są one związane z przeciwpartyzanckimi operacjami w Wietnamie. AMRC stał się magnesem dla demonstracji, podczas których demonstranci skandowali hasła „U.S. out of Vietnam! Smash Army Math!”.
24 sierpnia 1970, około godziny 3:40 w nocy, obok Sterling Hall wybuchła furgonetka napełniona mieszaniną azotanu amonu i oleju opałowego. Pomimo późnej godziny w laboratorium przebywał doktor fizyki Robert Fassnacht, który w wyniku eksplozji zginął. Bomba skonstruowana na wydziale fizyki miała zniszczyć laboratoria AMRC. Śmierć była przypadkowa. Odpowiedzialni za ten czyn Karleton Armstrong, Dwight Armstrong i David Fine zostali aresztowani i skazani. Czwarty oskarżony, Leo Burt zbiegł i nigdy nie został odnaleziony.

### Inne ważne wydarzenia w historii uczelni
- 4 kwietnia 1892 ukazał się pierwszy numer studenckiej gazety The Daily Cardinal.
- W 1894 r. stanowa Rada Regentów Regents odrzuciła wniosek profesora Richard T. Ely dotyczący wsparcia strajku drukarzy, wydającego manifest w obronie wolności akademików opisany później jako Magna Carta Wiscons.
- W 1898 r. odwiedził UW nauczyciel muzyki Henry Dyke Sleeper, autor Varsity, hymnu uniwersyteckiego.
- W latach 1904–1905 została otwarta Graduate School UW (szkoła zajmująca się nauczaniem na wyższym poziomie), idea Pomysł Wisconsin została wprowadzona w czyn.
- W 1907 r. został założony studencki Związek Wisconsin (Wisconsin Union), jako drugi po Uniwersytecie Harvarda.
- W 1909 r. William Purdy i Paul Beck napisali On, Wisconsin, piosenkę wszystkich drużyn sportowych uczelni.
- W 1925 r. została założona Wisconsin Alumni Research Foundation, która sprawowała nadzór nad patentami, procesem patentowania i czerpała korzyści z wynalazków uczelni.
- W 1988 r. przez dwóch młodszych studentów UW, Tima Kecka i Christophera Johnsona została założona satyryczna gazeta The Onion.
- 10 grudnia 1993 na serwerach komputerów uniwersyteckich została zamieszczona jedna z najpopularniejszych gier komputerowych z gatunku FPS, Doom. Popularność gry sprawiła zatkanie się serwerów z powodu nadmiernej liczby równoczesnych pobierań.

## Domy studenckie

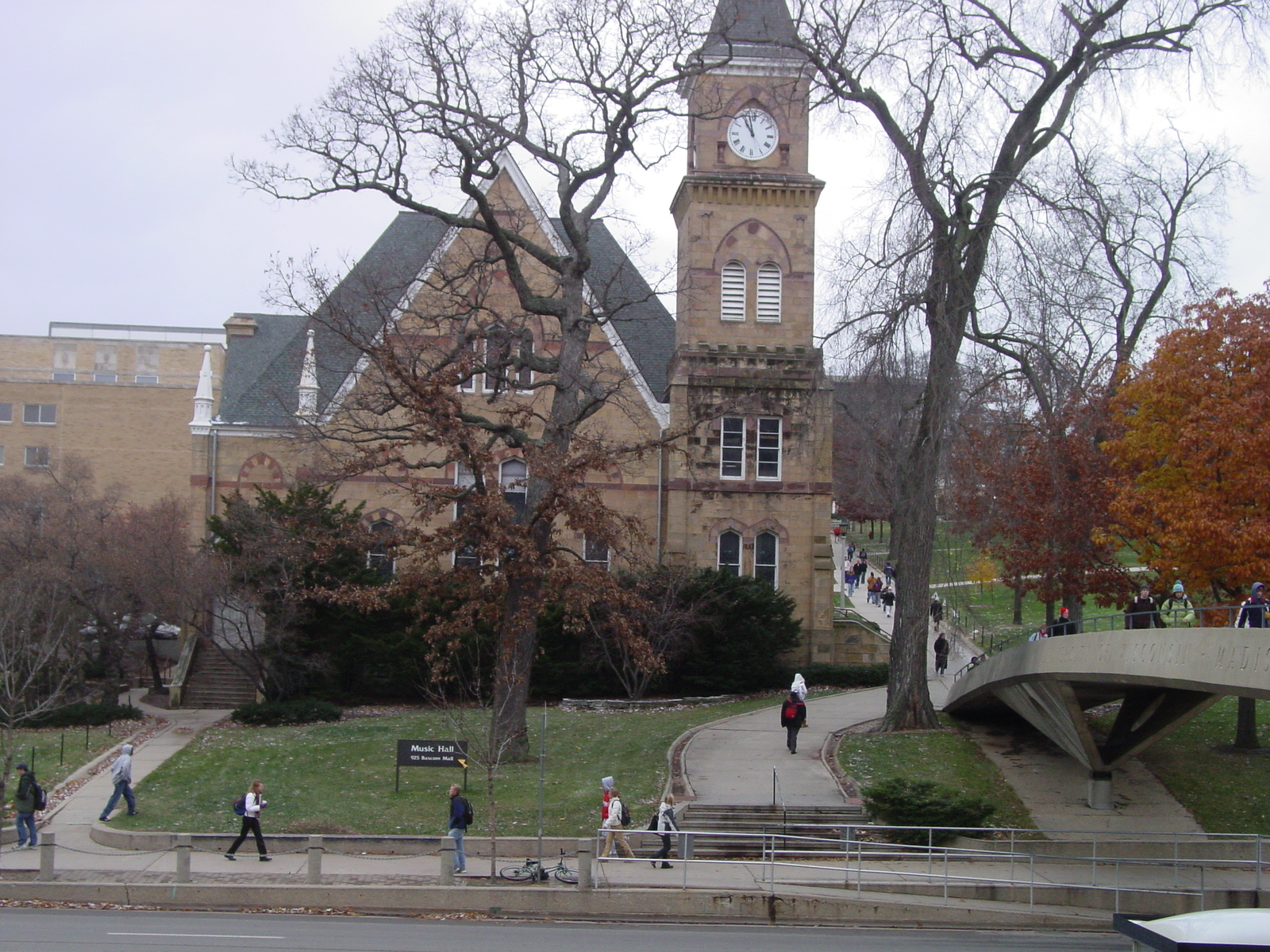
Music Hall

University of Wisconsin-Madison, główna część Uniwersytetu Wisconsin, jest podzielony na dwadzieścia zrzeszonych college’ów i szkół. Dodatkowo podzielony jest na undergraduate (odpowiednik studiów licencjackich) oraz na graduate (odpowiednik studiów magisterskich oraz doktoranckich), oferując naukę w wydziałach biznesu, inżynierii, edukacji, rolnictwa, nauk klasycznych. Uczelnia prowadzi również szkoły prawnicze, medyczne, studia ochrony środowiska, urbanistyki i planowania, dziennikarstwa oraz farmaceutyki.
Największy uniwersytecki college, College of Letters and Science, zrzesza około połowę wszystkich zarejestrowanych studentów i składa się z trzydziestu dziewięciu wydziałów i pięciu profesjonalnych szkół wyższych prowadzących zajęcia i badania w dziedzinach biologii, astronomii, historii, geografii, językoznawstwie i ekonomii.

### Ranking uczelni
Uniwersytet Wisconsin jest czołowym publicznym uniwersytetem w Zjednoczonych Stanach i sklasyfikowany jako jeden z największych uniwersytetów badawczych na świecie.
Według National Research Council ponad siedemdziesiąt programów badawczych UW jest sklasyfikowanych w pierwszej 10 krajowych uczelni.
W Akademickim Rankingu Uniwersytetów Świata University of Wisconsin-Madison znalazł się na 16 miejscu najlepszych uniwersytetów na świecie. W raporcie Gourman jego program studiów został sklasyfikowany na trzecim miejscu, po Uniwersytecie Kalifornijskim w Berkeley i Uniwersytecie Michigan.
Uczelnia zajmuje drugie miejsce, po Uniwersytecie Harvarda, pod względem liczby absolwentów otrzymujących doktoraty. Jest jednym z 60 członków Amerykańskiego Stowarzyszenie Uniwersytetów (Association of American Universities).

## Badania
W 2003-2004 szkoła przeznaczyła 721 milion dolarów na badania w miasteczku uniwersyteckim. Oznacza to, iż University of Wisconsin-Madison jest czwartą uczelnią pod względem nakładów na badania uniwersyteckie w Stanach Zjednoczonych za Uniwersytetem Johnsa Hopkinsa, Uniwersytetem Kalifornijskim w Los Angeles i Uniwersytetem Michigan (w Ann Arbor).
Uniwersytet jest znany z badań nad komórkami embrionalnymi. Uniwersytecki profesor James Thomson był pierwszym naukowcem, który oddzielił ludzkie zarodkowe komórki macierzyste. Te i inne badania są po części finansowane przez Wisconsin Alumni Research Foundation.

## Miasteczko uniwersyteckie
Uniwersytet znajduje się w Madison; jest usytuowany w przesmyku między dwoma jeziorami Mendota i Manona. Główne miasteczko uniwersyteckie zajmuje 933 akrów (3.77 km²) ziemi, a cały kampus włącznie ze stacjami badawczymi zajmuje 10 600 akrów (42.9 km²). W miasteczku uniwersyteckim znajduje się wiele budynków zaprojektowanych przez architektów J. T. W. Jennings i Arthura Peabody. Centrum życia studenckiego jest Memorial Union. Kampus posiada własna policję, zaopatrzenie żywnościowe, szpital, budynki rekreacyjne oraz wiele innych udogodnień. Miasteczko posiada również własny ogród, UW Arboretum, w którym hodowane są różne gatunki roślin.
Miasteczko uniwersyteckie University of Wisconsin-Madison zostało zaprezentowane w filmie Back to School (Powrót do szkoły) z 1986, gdzie główną rolę grał Rodney Dangerfield W filmie szkoła nazwana jest „Uniwersytet Wielkich Jezior” (Great Lakes University). Część kampusu (Bascom Hill, the Union Terrace) została też zaprezentowana w kilku scenach w filmie z 2006 roku pt. The Last Kiss z Zach Braffem.

### Bascom Hall

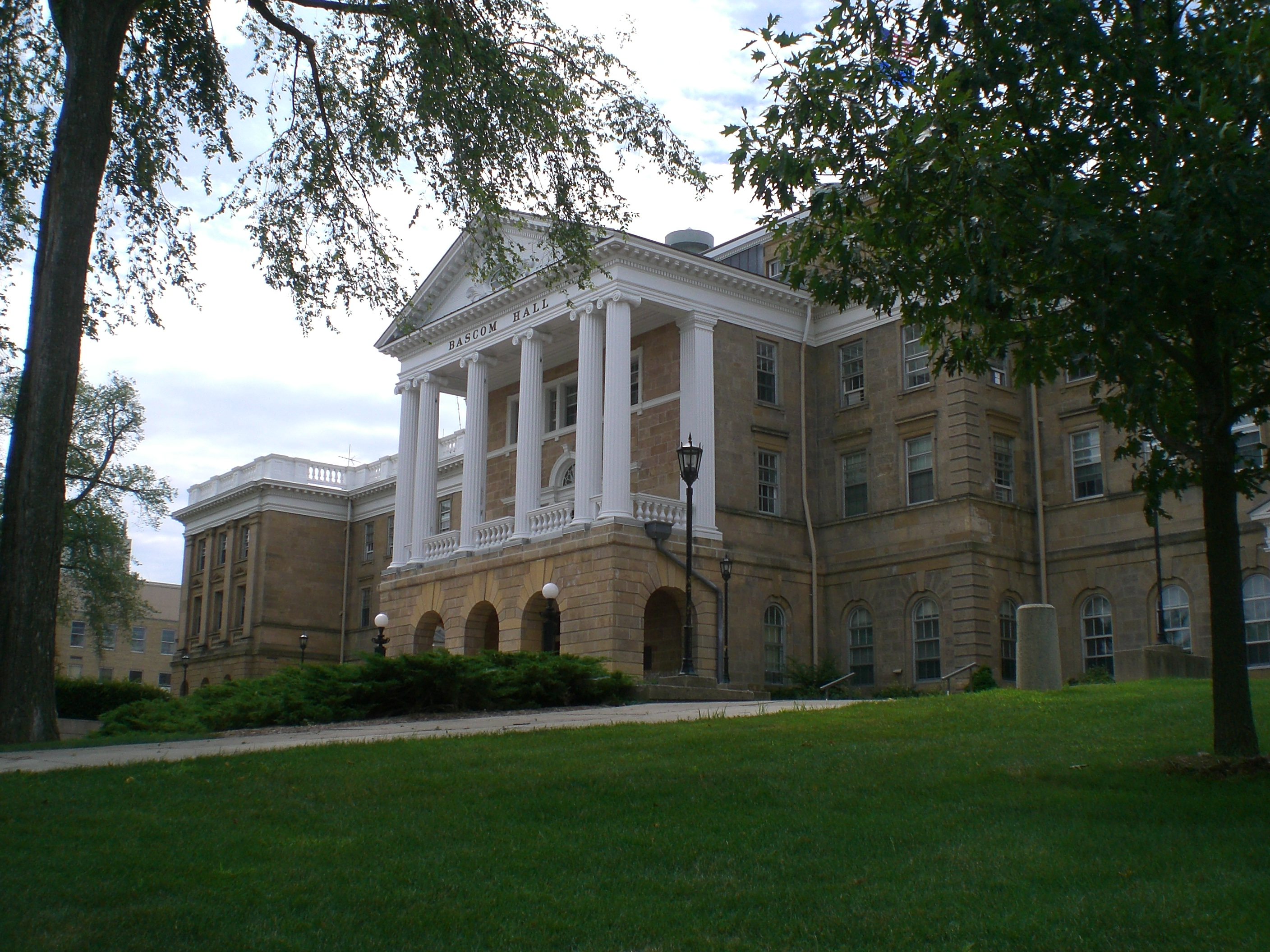
Bascom Hall

Jest to jeden z najbardziej rozpoznawalnych budynków w miasteczku uniwersyteckim i często nazywany jest sercem kampusu. Został zbudowany w 1857. W budynku kwateruje biuro uniwersyteckie, kanclerz uczelni i wicekanclerze. Bascom Hall znajduje się w Krajowym Rejestrze Miejsc Historycznych (National Register of Historic Places).

### Music Hall
Jest to budynek zbudowany w 1878 r. w stylu gotyku wiktoriańskiego. Pierwotnie nosił nazwę Assembly Hall i był zaprojektowany dla audytorium na 800 miejsc, bibliotekę i zegar na wieży. Otwarcie budynku nastąpiło 2 marca 1880. W budynku odbywały się uroczystości i ceremonie nadawania stopni naukowych, a jego najważniejszym przeznaczeniem była biblioteka. Gdy zbiory ksiąg zostały przeniesione do innych pomieszczeń, jej miejsce w 1900 r., zajęła Szkoła Muzyczna. Wówczas budynek został nazwany Music Hall. Obecnie budynek jest również siedzibą Wydziału Urbanistyki i Planowania Regionalnego.

### Związek Wisconsin

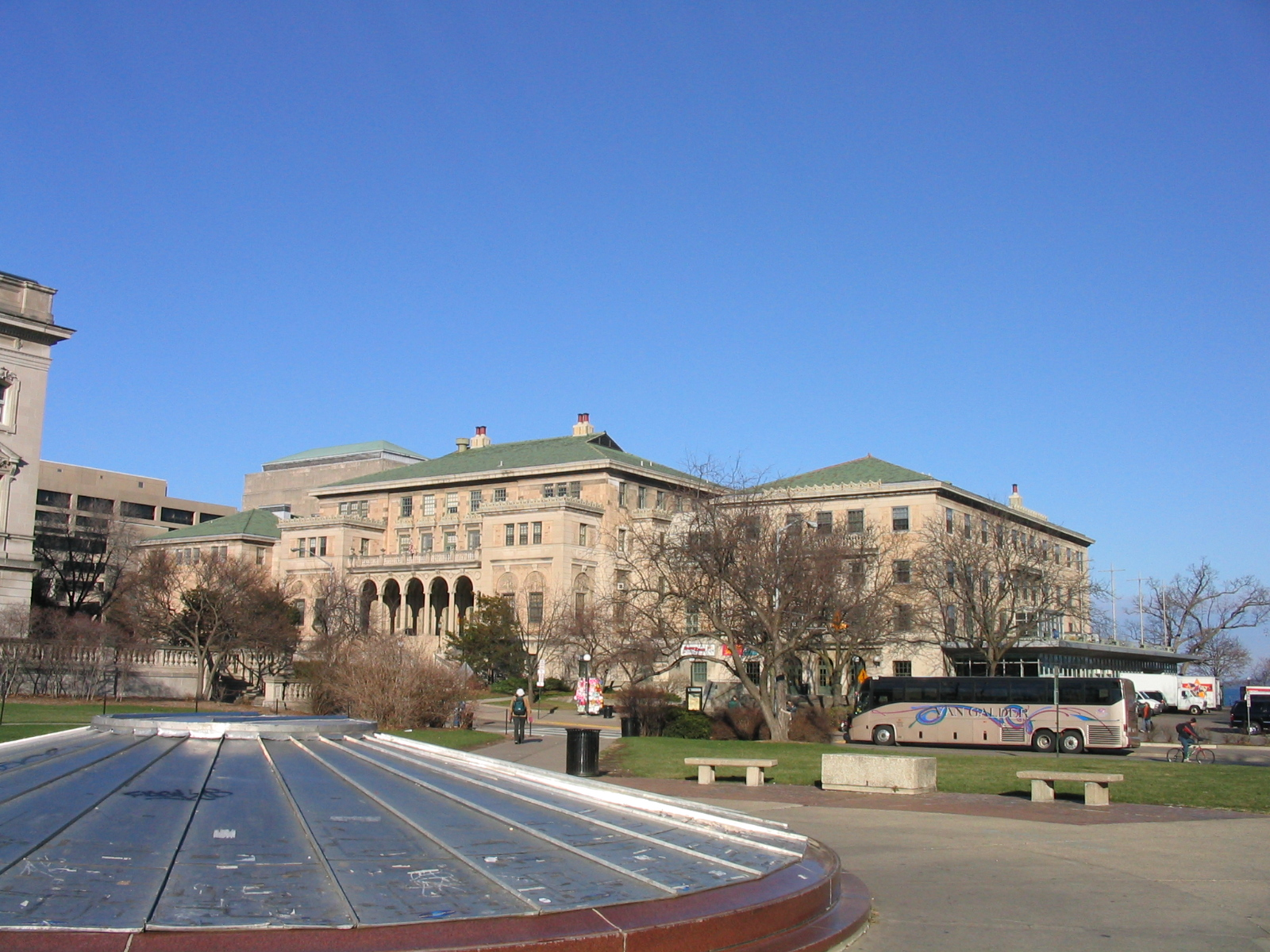
Memorial Union

University of Wisconsin-Madison jest, w przeciwieństwie do wielu szkół, siedzibą dwóch związków studentów.
Pierwszy z nich Memorial Union, powstał w 1928. Związek znany jest jako Union lub Terrace i zyskał sobie opinię jako najpiękniejszy i a najbardziej awanturniczy związek studencki w studenckich kampusach. Siedziba Związku jest miejsce nad brzegiem Jeziora Mendotai, miejsce popularne również przez wszystkich studentów i chętnie odwiedzane przez społeczność miasta jako miejsce rozrywki i wypoczynku.
Związek znany jest również jako Rathskeller, nazwa pochodząca od niemieckiego pubu znajdującego się pomiędzy dwoma jeziorami. Memorial Union jest budynkiem, w którego wnętrzach znajdują się galerie sztuki, kino, teatr Wisconsin Union Theater i Craftshop. Memorial Union jest również siedzibą studentów prowadzących własny biznes na terenie kampusu, ASM StudentPrint.
Studenci i członkowie społeczności Madison zbierają się w Memorial Union podczas spotkań z weteranami wojen amerykańskich, projekcji filmów i koncertów.
Union South jest drugim związkiem studenckim w miasteczku uniwersyteckim, mającym siedzibę w południowym końcu kampusu. Został założony w 1960, by odciążyć Memorial Union.

### Elektrownia Charter Street
9,8-megawatowa elektrownia mieści się w dwóch budynkach w południowej części miasteczka akademickiego i zapewnia dopływ prądu dla całego obszaru uniwersytetu. Elektrownię otwarto w 1950 i odtąd dostarcza 50 milion kilowatogodzin rocznie. 3 maja 2007 Sierra Klub oskarżył uniwersytet o naruszenie federalnego prawa ochrony środowiska (ang. Federal Clean Air Act), zarzucając elektrowni zanieczyszczanie środowiska wskutek braku odpowiednich urządzeń, w tym katalizatorów redukcyjnych eliminujących emisje gazów ze spalania węgla. Klub wystąpił o zamknięcie elektrowni.

### Biblioteki

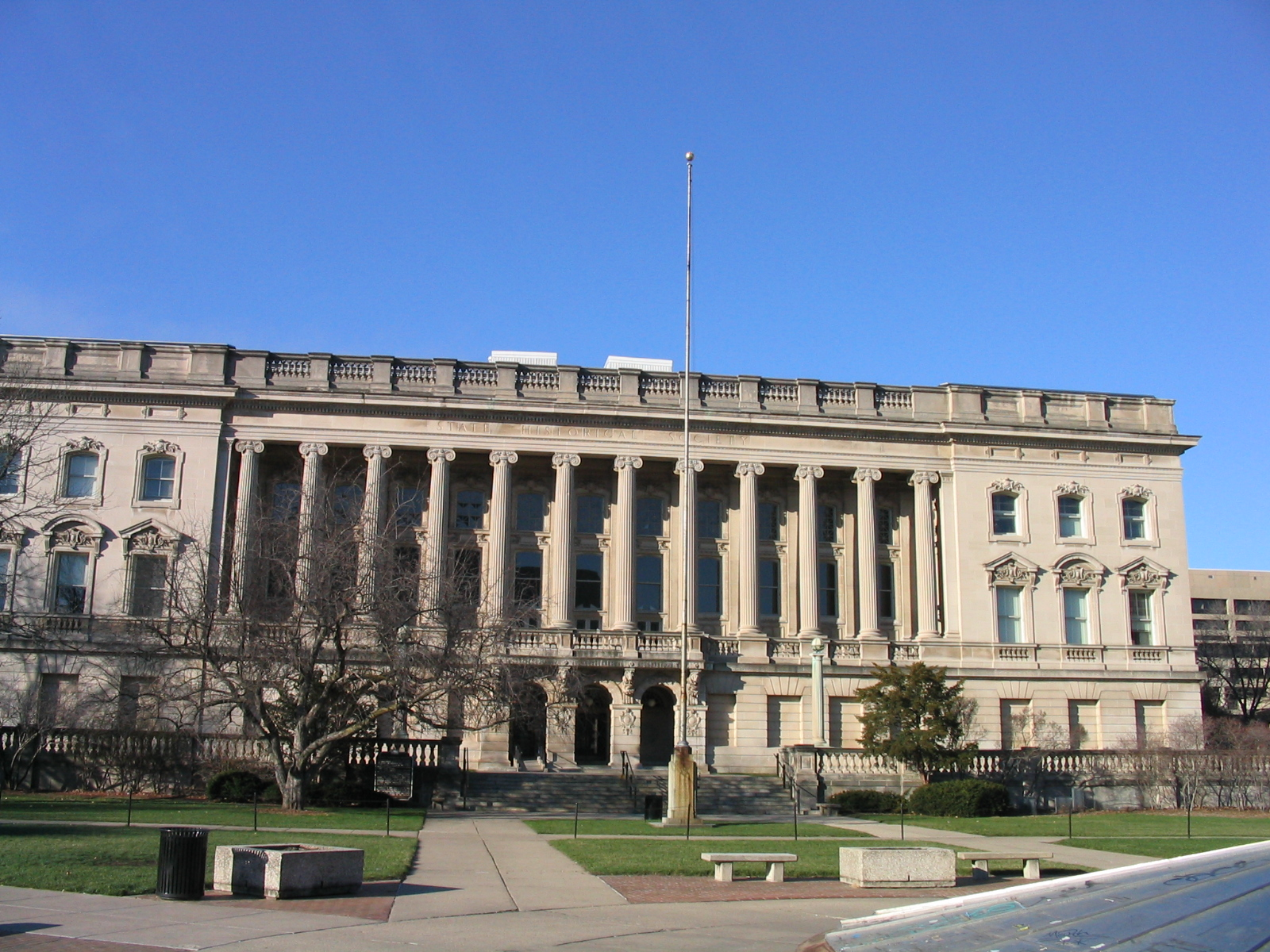
Stanowa Biblioteka Historii Wisconsin

Uniwersytet Wisconsin, według Association of Research Libraries, zajmuje 10 miejsce pod względem wielkości zbiorów bibliotecznych w północnych Stanach Zjednoczonych.
Memorial Library jest największą biblioteką w Wisconsin i ma ponad 40 różnych wyspecjalizowanych wydziałów służących miasteczku uniwersyteckiemu. W 2004 zbiory biblioteki zawierały ponad 7,3 miliona tomów z każdej dziedzinie wiedzy. Ponadto biblioteka posiada 55 000 seryjnych tytułów i 6,2 miliona mikrofilmów i setkami tysięcy dokumentów rządowych, mapy, list muzycznych i materiałów audiowizualnych Prawie 1 milion tomów jest wypożyczane każdego roku. Memorial Library służy głównie wydziałom nauk humanistycznych i socjologii. Zbiory o tej tematyce oceniane są na 3,5 miliona tomów. Biblioteka posiada również dużą sekcje zbiorów krajowych i zagranicznych gazet, archiwum uniwersyteckie, bibliotekę muzyki, muzeum tekstu drukowanego oraz UW Digital Collections Center.
Drugą biblioteką, z której korzystają studenci, jest College Library. Biblioteka zawiera zbiory dotyczące informacji na temat college’u, materiały statystyczne na temat mniejszości narodowych, przezrocza artystyczne, kasety z muzyką i literaturą. Biblioteka college’u jest gospodarzem Centrum Medialnego z 200 stanowiskami komputerowymi.
Trzecią biblioteką jest Kurt F. Wendt Library i służy College’owi Inżynierii, wydziału informatyki, statystyki, nauk oceanograficznych i meteorologicznych.
Kolejną biblioteką jest Designated a Patent and Trademark Depository Library, w murach której przechowywane są wszystkie dokumenty związane z patentami i wynalazkami będącymi własnością Uniwersytetu Wisconsin – Madison.
Wendt Library przechowuje wszystkie projekty patentów w różnych formach. Dodatkowo, Wendt Library przechowuje książki, dzienniki, normy i 1,5 miliona technicznych sprawozdań w postaci druku i mikrofilmów.
Uniwersytet posiada również bibliotekę internetową MadCat.
MadCat zawiera bibliograficzne zapisy dla książek, periodyków, audiowizualnych materiałów, map, statystyk muzycznych, mikroform i aktualne bazy danych we wszystkich 30 bibliotek miasteczka uniwersyteckiego.

## Muzea
Na terenie uczelni mieszczą się dwa muzea:
- Muzeum Geologii – znajduje się wraz z Departamentem Geologii i Geofizyki w Weeks Hall na rogu Charter i Dayton Streets w południowo-zachodniej części miasteczka uniwersyteckiego.
Muzeum zostało założone w XIX wieku i mieściło się w Science Hall, budynku znajdującym się blisko Jeziora Mendota, we wschodniej części kampusu. Po wybudowaniu Weeks Hall w 1970 muzeum przeniesiono w jego mury w 1981.
Muzeum posiada zbiory skał, minerałów i skamieniałości z całego świata. Najważniejszym pomieszczeniem jest blacklight, trasa jaskiniowa i fragment meteorytu Barringer. Wśród skamieniałości jest szkielet dinozaura złożonego w Wisconsin (Edmontosaurus), rekin (Squalicorax), kolonia liliowców morskich pochodzenia z okresu Kredy z Kansas i Mastodonty znalezione w gospodarstwie rolnym w południowo-zachodnim Wisconsin w 1897.
- Muzeum Chazen Museum of Art, dawniej zwane do 2005, Elvehjem Museum of Art Muzeum.

## Sport
Drużyny sportowe występujące w barwach University of Wisconsin-Madison nazywane są Wisconsin Badgers (Borsuki z Wisconsin). Drużyny występują w NCAA’s Division I-A i Big Ten Conference. Męska i żeńska reprezentacja w hokeju występuje w Western Collegiate Hockey Association. W 2006 obydwie drużyny hokejowe wystąpiły w finale ligi i jako druga szkoła (po Uniwersytecie Connecticut Huskies w koszykówce w 2004) w historii zdobyła oba tytuły mistrzowskie w jednym roku w tej samem dyscyplinie. Wysokie miejsca rankingowe zajmują drużyny wioślarzy (Wisconsin Badgers Crew) rywalizujących w Eastern Association of Rowing Colleges. Liga ta stanowi przeciwieństwo do Ligi Bluszczowej (Ivy League).
Szkolnym hymnem zespołów jest pieśń On, Wisconsin.
Lata 2005–2006 przyniosły szkole cztery tytuły mistrzowskie drużyn uniwersyteckich w różnych dyscyplinach w jednym roku akademickim.

### Futbol amerykański
Najpopularniejsza dyscypliną sportu na uniwersytecie jest futbol amerykański. Mecze drużyny odbywają się na 80 000 stadionie Camp Randall Stadium. Po każdym spotkaniu gra maszerujący uniwersytecki zespół dęty, University of Wisconsin Marching Band.
W latach 1994, 1999 i 2000 drużyna Borsuków pod wodzą trenera Barry Alvarez sięgnęły po tytuły mistrzowskie Ligi Wielkiej Dziesiątki.

### Koszykówka męska
Drużynę Borsuki Wisconsin założono w grudniu 1898. Jej pierwszym trenerem był dr James C. Elsom. Swój pierwszy mecz rozegrali 21 stycznia 1899 roku z Milwaukee Normal Alumni przegrywając go wynikiem 15 do 25. W 1905 Christian Steinmet został pierwszym koszykarzem Wisconsin, którego wyróżniono wyborem do honorowego statusu All-American. W sezonie 1906/07, wygrał pierwszy turniej mistrzostwa Ligi Wielkiej Dziesiątki. W następnym roku powtórzyli swój sukces.
Drużyna koszykówki swoje pierwsze laury w krajowych rozgrywkach, zdobyła w 1941. Ostatnimi laty zdobywa regularnie powołania do wieńczącego sezon sportowy turnieju pucharowego NCAA Tournament jako jedna z najlepszych drużyn Ligi Wielkiej Dziesiątki. w ramach tych rozgrywek w 2000 dotarli do prestiżowej fazy półfinału, tzw. Final Four.

### Hokej na lodzie

Stadion hokejowy

Pierwszą zgodę na stworzenie drużyny hokejowej wydano w 1922. Drużyna Badger Ice Hockey istniała przez do sezonu 1934/1935. Reaktywacja drużyny nastąpiła w sezonie 1963/1964. Pierwszym trenerem po przerwie był Bob Johnson od którego przylgnęła nazwa hokeistów „Borsuki Boba”. Od 1998 siedzibą zespołów hokejowych jest największa nowoczesna hala uniwersytetu, Kohl Center, o pojemności 15 237 widzów. W sezonie 1999/2000 w rozgrywkach hokejowych wystartowała żeńska reprezentacja. Męski zespół hokejowy sześciokrotnie zdobywał tytuł mistrza krajowych rozgrywek NCAA w latach 1973, 1977, 1981, 1983, 1990 i 2006.

### Maskotka
Maskotką drużyn sportowych jest borsuk zwany Bucky. Został wymyślony w 1890 i był żywym, kapryśnym i niezdyscyplinowanym borsukiem. Pomysł ten szybko został zarzucony. Nazwa Badgers przylgnęła jednak do zespołów uniwersytetu, a w 1940 artysta Evans uwiecznił karykaturę borsuka i w 1949 została ona zatwierdzona przez radę uczelni. Po nierozstrzygnięciu konkursu na imię borsuka postanowiono nazwać go Buckingham U. Badger, krótko: Bucky.
Pochodzenie przezwiska „borsuk” sięga jeszcze czasów kolonialnych, gdy w 1820 wielu górników żyło w kopalniach w miejscu swojej pracy aż wybudowano domy na powierzchni dla ich rodzin.

## Życie studenckie

### Media

#### Gazeta studencka
University of Wisconsin-Madison jest jedynym amerykańskim uniwersytetem mającym dwie rywalizujące z sobą gazety codzienne. The Daily Cardinal został założony w 1892, a The Badger Herald w 1969. Obie są finansowo i redakcyjnie niezależnymi gazetami uniwersyteckimi. Dodatkowo wychodzi dwutygodnik liberalny Madison Observer, założony w 2003 i konserwatywny Mendota Beacon założony w 2005. W 1988 zostało założone czasopismo satyryczne The Onion przez studentów pierwszego roku, jednakże w 2001 jego siedziba została przeniesiona do Nowego Jorku.

#### Radio
W miasteczku uniwersyteckim działa stacja radiowa WSUM 91.7 FM. Powstała w 1997 i nadawała jedynie w systemie webcast. Dopiero w 2002, po zbudowaniu wieży nadawczej w Montrose w Wisconsin, zaczęła nadawać na częstotliwości 91.7 MHz. Stacja ma obecnie ok. 150 ochotniczych DJ-ów i zatrudnia 8 kierowników. Wszyscy ochotnicy są szkoleni podczas roku szkolnego i na zakończenie muszą zaprezentować własny program.
Radio posiada niezależność informacyjną od władz uczelni. Samo może dobierać muzykę, programy informacyjne i rozrywkowe. Radio to jest jedną z najnowocześniejszych studenckich stacji nadawczych w Wisconsin. Stacja uzyskała od radio/telewizyjnego dziennikarskiego stowarzyszenia stanowego Wisconsin Broadcasters Association kilka nagród za poziom informacji i ich wartość społeczną.

## Imprezy studenckie
Uniwersytet Wisconsin otrzymał wyróżnienie i zajął pierwsze miejsce wśród wszystkich uniwersytetów w kraju jako notoryczny ośrodek imprezowy i „moczymordny”: jako tzw. „party school”. Wyróżnienie to przyznało w 2005 czasopismo Princeton Review, jak i majowe wydanie czasopisma Playboy W 2006 roku według Princeton Review Uniwersytet stracił nieco na „radosnej pijatyce”, a co za tym idzie, pozycję lidera, ale jednak utrzymał koronę za samą ilość wypitego piwa. Uniwersytet tradycyjnie utrzymuje reputację libacyj w akademikach, aktywności politycznej, zasadniczo dużego spożywania alkoholu przez społeczność, oraz słynie z nadobnych, festywnych studentek.
Do najbardziej znanych i głośnych imprez studenckich należy coroczna Mifflin Street Block Party, którego historia sięga 1960 i była wówczas kontrkulturą a obecnie odbywa się w czasie wiosennych egzaminów kończących semestr. Druga imprezą jest State Street Halloween Party. Obie te imprezy poprzedzone są dziesiątkami mniejszymi partami na których obecni są również mieszkańcy spoza miasteczka uniwersyteckiego. W 1996 roku miasto zakazało organizacji Mifflin Street Block Party, co skończyło się demonstracją i buntem studentów. Od tego czasu miasto zezwala na organizacje imprezy.

### State Street Halloween Party
State Street Halloween Party jest imprezą, na której zbiera się kilka tysięcy przebranych studentów college’u i innych szkół. W ostatnich latach imprezy te wzbudziły wiele kontrowersji i protestów mieszkańców miasta.
W 2004 roku 450 imprezowiczów zostało aresztowanych po rozpaleniu ognisk na ulicach i zniszczeniu mienia prywatnego w trakcie celebrowania święta. Mniej niż jedna czwarta aresztantów była mieszkańcami Wisconsin i mniej niż 5% było studentami University of Wisconsin-Madison. Uszkodzenie własności nastąpiło w przypadku zniszczenia baru Tomboy Girl. Z powodu tego wydarzenia Division of University Housing powzięła środki kontroli nad liczbą gości wchodzących do domów studenckich, ograniczając tę liczbę.
W 2006 r. wprowadzono opłaty wstępu na główną ulicę miasta, gdzie odbywały się imprezy, co jednak spowodowało bojkot większości studentów.

## Znani absolwenci uczelni

### Nobliści

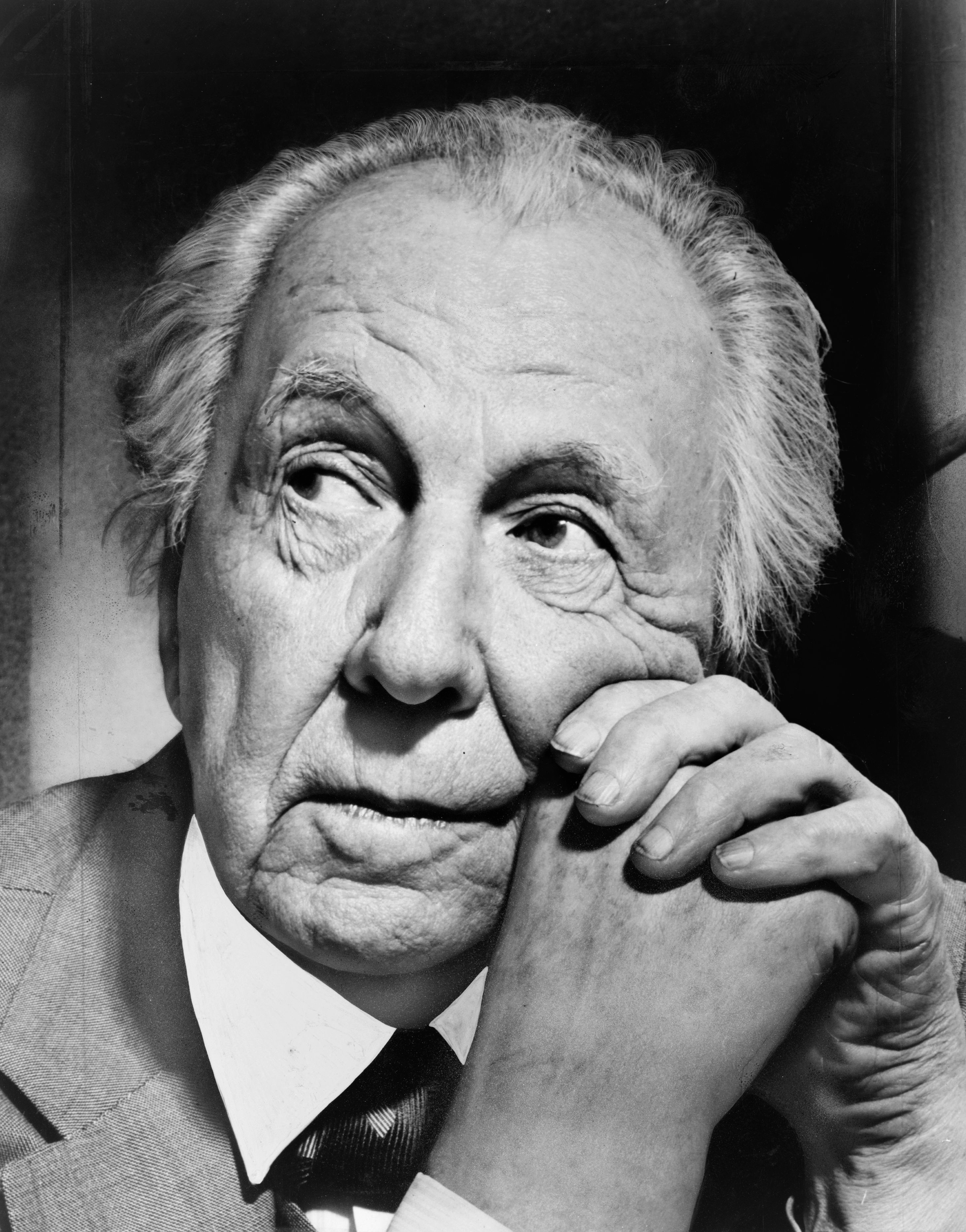
Frank Lloyd Wright

- Herbert Spencer Gasser, B.S. 1910, laureat Nagrody Nobla w dziedzinie fizjologii i medycyny w 1944.
- John Bardeen, B.S. 1928 and M.S. 1929, laureat Nagrody Nobla w dziedzinie fizyki w 1956 i 1972.
- Edward Lawrie Tatum, B.A. 1931, M.S. 1932, Ph.D. 1935, Nagroda Nobla w dziedzinie fizjologii i medycyny w 1958.
- Stanford Moore, Ph.D 1938, Nagroda Nobla w dziedzinie chemii w 1972.
- John H. van Vleck, A.B. 1920, Nagroda Nobla w dziedzinie fizyki w 1977.
- Theodore Schultz, M.S. 1928, Ph.D. 1930, Nagroda Banku Szwecji im. Alfreda Nobla w dziedzinie ekonomii w 1979 roku
- Erwin Neher, M.S. 1967, Nagroda Nobla w dziedzinie fizjologii i medycyny 1991.
- Paul Boyer, M.S. 1941, Ph.D. 1943, Nagroda Nobla w dziedzinie chemii w 1997.
- Günter Blobel, Ph.D. 1967, Nagroda Nobla w dziedzinie fizjologii i medycyny w 1999.
- Jack Kilby, M.S. 1950, laureat Nagrody Nobla w dziedzinie fizyki w 2000 roku
- Alan G. MacDiarmid, M.S. 1952, Ph.D. 1953, Nagroda Nobla w dziedzinie chemii w 2000.

### Artyści
- Rick Berman, producent telewizyjny
- Joan Cusack, aktor
- Joyce Carol Oates, pisarka
- Frank Lloyd Wright architekt
- Frank Wu, artysta science-fiction
- David Zucker, producent telewizyjny

### Politycy
- Iajuddin Ahmed, prezydent Bangladeszu
- Tammy Baldwin
- Dick Cheney, wiceprezydent
- Lawrence Eagleburger, sekretarz stanu
- Russ Feingold, senator
- Yoon Jeung-hyun, południowokoreański polityk, pełniący obowiązki premiera od 11 sierpnia 2010 do 1 października 2010
- Herb Kohl, senator
- Gaylord Nelson, senator, gubernator Wisconsin i fundator Earth Day
- Tommy Thompson, sekretarz zdrowia i usług społecznych (ang. Health and Human Services), gubernator Wisconsin (1986-2001)

### Inni

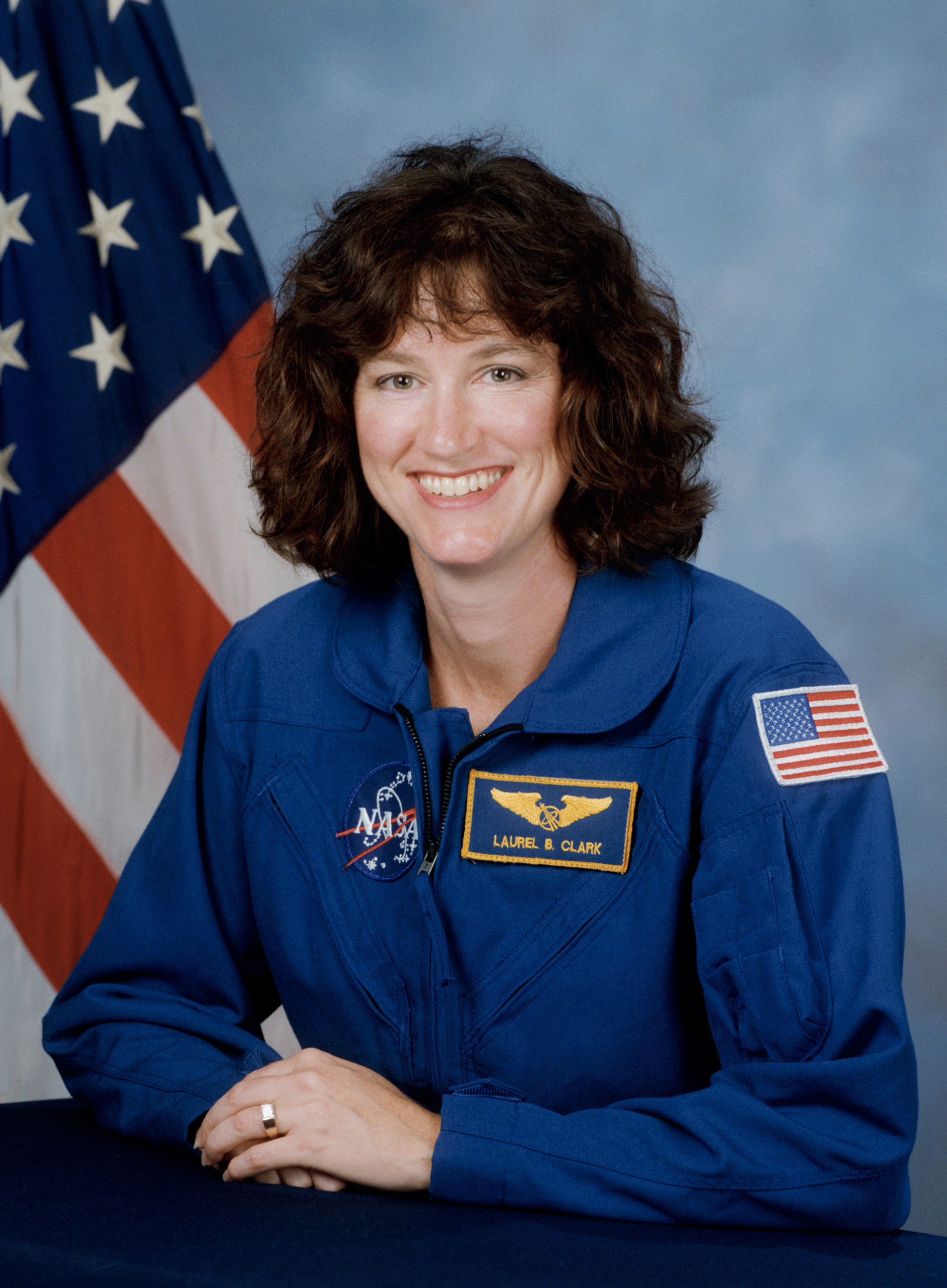
Laurel Clark

- Charles Lindbergh, pionier lotnictwa transatlantyckiego
- Jim Lovell, astronauta misji Apollo 13
- Deborah Blum, pisarz i dziennikarz laureat nagrody Pulitzer Prize
- Gene Amdahl
- John Atanasoff
- Lynn Margulis
- Brian Paul

## Rektorzy University of Wisconsin-Madison
| Rektorzy                   | Od   | Do   |
| -------------------------- | ---- | ---- |
| John Hiram Lathrop         | 1849 | 1858 |
| Henry Barnard              | 1859 | 1861 |
| John W. Sterling           | 1861 | 1867 |
| Paul Chadbourne            | 1867 | 1870 |
| John H. Twombly            | 1871 | 1874 |
| John Bascom                | 1874 | 1887 |
| Thomas Chrowder Chamberlin | 1887 | 1892 |
| Charles Kendall Adams      | 1892 | 1901 |
| Edward Ashael Birge        | 1901 | 1903 |
| Charles R. Van Hise        | 1903 | 1918 |
| Edward Ashael Birge        | 1918 | 1925 |
| Glenn Frank                | 1925 | 1937 |
| George Sellery             | 1937 | 1937 |
| Clarence Addison Dykstra   | 1937 | 1945 |
| Edwin Broun Fred           | 1945 | 1958 |
| Conrad Elvehjem            | 1958 | 1962 |
| Fred Harvey Harrington     | 1962 | 1970 |
| Robert Clodius             | 1970 | 1970 |
| John Carrier Weaver        | 1971 | 1971 |

| Kanclerze              | Od   | Do    |
| ---------------------- | ---- | ----- |
| Robert Clodius         | 1963 | 1964  |
| Robben Wright Fleming  | 1964 | 1967  |
| William H. Sewell      | 1967 | 1968  |
| Bryant Kearl           | 1968 | 1968  |
| Hugh Edwin Young       | 1968 | 1977  |
| Glenn Simpson Pound    | 1977 | 1977  |
| Irving Shain           | 1977 | 1986  |
| Bernard Cecil Cohen    | 1987 | 1987  |
| Donna Shalala          | 1988 | 1993  |
| David Ward             | 1993 | 2000  |
| John D. Wiley          | 2001 | 2008  |
| Carolyn „Biddy” Martin | 2008 | 2011  |
| David Ward             | 2011 | 2013  |
| Rebecca Blank          | 2013 | nadal |